# Contea di Huoshan
La contea di Huoshan (霍山县S, HuòshānP) è una contea della Cina, situata nella provincia dell'Anhui.